# Christine Arronová
Christine Arronová (* 13. září 1973, Les Abymes, Guadeloupe) je francouzská atletka, sprinterka, jejíž specializací je běh na 100 a 200 metrů.

## Kariéra
V roce 1998 na evropském šampionátu v Budapešti vybojovala titul mistryně Evropy v běhu na 100 metrů. Trať ve finále proběhla v čase 10,73 s, čímž vytvořila dosud platný evropský rekord. Zároveň ji tento čas řadí na čtvrté místo v dlouhodobých tabulkách. Rychleji stovku zaběhly jen Američanky Marion Jonesová, Carmelita Jeterová a Florence Griffith-Joynerová.
V témže roce se stala vítězkou ankety Atlet Evropy.
Třikrát reprezentovala na letních olympijských hrách. Největší úspěch zaznamenala v roce 2004 na olympiádě v Athénách, kde získala společně s Véronique Mangovovou, Muriel Hurtisovou a Sylviane Félixovou bronzovou medaili ve štafetě na 4 × 100 metrů. Zúčastnila se také individuálních běhů na 100 a 200 metrů. V obou případech se probojovala do semifinále, kde také skončila.
V roce 2005 vybojovala na MS v atletice v Helsinkách dvě bronzové medaile (100 m, 200 m). O rok později doběhla na halovém MS v Moskvě ve finále běhu na 60 metrů v čase 7,13 s na 4. místě. Na Mistrovství světa v atletice 2007 v japonské Ósace skončila na 7. místě (100 m). V roce 2010 získala na evropském šampionátu v Barceloně stříbrnou medaili v krátké štafetě a postoupila do finále stovky, kde obsadila časem 11,37 s 8. místo.

## Osobní rekordy
- 100 m - (10,73 s - 19. srpna 1998, Budapešť) - Současný evropský rekord
- 200 m - (22,26 s - 3. července 1999, Saint-Denis)